# Бреј суз Аржантон
Бреј суз Аржантон (фр. Breuil-sous-Argenton) насеље је и општина у западној Француској у региону Поату-Шарант, у департману Де Севр која припада префектури Бресир.
По подацима из 2011. године у општини је живело 456 становника, а густина насељености је износила 23,32 становника/km². Општина се простире на површини од 19,55 km². Налази се на средњој надморској висини од 117 метара (максималној 157 m, а минималној 67 m).

## Демографија
| 1962. | 1968. | 1975. | 1982. | 1990. | 1999. | 2011. |
| ----- | ----- | ----- | ----- | ----- | ----- | ----- |
| 321   | 341   | 341   | 374   | 447   | 412   | 456   |

График промене броја становника у току последњих година